# Kalek
Kalek (en allemand : Kallich) est une commune du district de Chomutov, dans la région d'Ústí nad Labem, en République tchèque. Sa population s'élevait à 234 habitants en 2021.

## Géographie
Kalek se trouve à la frontière allemande, à 15 km au nord-ouest de Chomutov, à 53 km à l'ouest d'Ústí nad Labem et à 98 km au nord-ouest de Prague.
La commune est limitée par l'Allemagne au nord, par Brandov et Hora Svaté Kateřiny à l'est, par Boleboř et Blatno au sud, et par Hora Svatého Šebestiána à l'ouest.

## Histoire
La première mention écrite du village remonte à 1555.

## Transports
Par la route, Kalek se trouve à 20 km de Chomutov, à 48 km de Chemnitz, à 74 km d'Ústí nad Labem et à 111 km de Prague.